# Šambala
Šambala je mistično kraljevstvo skriveno iza snježnih vrhova Himalaje. Spominje se u nekoliko starih tekstova uključujući Kalačakru i stari tekst kulture Žangžung koja je prethodila tibetskom budizmu u zapadnom Tibetu.
Šambala je sanskrtski izraz za mjesto sreće, mira i umjerenosti. Šambalom vlada Kulika, miroljubivi monarh koji održava integritet tantre Kalačakra. Religiozni skolastici vjeruju da je ta figura nastala iz hinduističkog mita o osvajaču Kalkiju. Kalačakra naviješta da kada svijet zapadne u rat i pohlepu dvadeset peti kralj Kalika će izaći iz Šambale s velikom vojskom da uništi korumpirane i dovede Svijet u zlatno doba. Neki skolastičari misle da će se to dogoditi 2424. godine.
Zapadna fasciniranost tom zemljom postoji od ranog 17. stoljeća, kada je isusovački svećenik i istraživač Estevao Cacella objavio Europljanima prve informacije o toj mističnoj zemlji.
Tijekom 19. stoljeća, osnivačica Teozofskog društva, Helena Petrovna Blavatskaja je aludirala na Šambalu raspaljujući zanimanje o njoj kod zapadnih okultnih entuzijasta. 
Šambala je bila veoma popularna u nacističkoj Njemačkoj kada je Adolf Hitler slao istraživače da mjere lubanje Tibetancima.
U neonacizmu, Šambala je mjesto gdje je Hitler pobjegao kada je pao Treći Rajh. Sam Hitler je pod utjecajem mita o Šambali usvojio znak svastike.
Također se vjeruje da je Josif Staljin organizirao ekspedicije da nađu Šambalu.[nedostaje izvor]
Madam Blavatskaja, koja je tvrdila da je u kontaktu s Velikom Bijelom Ložom himalajskih sljedbenika, spominje Šambalu govoreći da je ona nešto poput sjedišta Velike Bijele Lože, fizičke lokacije na Zemlji u koju može ući samo dosljedan kandidat.
Te spekulacije o "skrivenoj zemlji" koja okružuje podzemno kraljevstvo Agartu dovelo je neke okultiste 20. stoljeća da vide Šambalu kao izvor negativne manipulacije od strane zle zavjere. No unatoč tome dominira mišljenje da je Šambala ipak mjesto svjetla i nade.
Na planeti Zemlja egzistiraju četiri denziteta. Materijalna stvarnost pripada trećem denzitetu trodimenzionalne stvarnosti. Šambala se, prema tome nalazi na četvrtom denzitetu, gdje je i zemlja Agartha kojoj pripada i unutrašnjost polova. Tamo se ne može doći u materijalnoj stvarnosti trećeg denziteta, nego samo nakon što se bude požnjeven na višu razinu evolucije svijesti, kako je Krist spominjao svojim učenicima koji su ga htjeli slijediti i nakon smrti i napuštanja fizičkog tijela. Rekao im je: Tamo gdje ja idem vi ne možete ići.